# Nejapa
Nejapa – miasto w środkowym Salwadorze, w departamencie San Salvador, położone około 15 km na północ od stolicy kraju San Salvadoru, na północny wschód od wulkanu San Salvador. Wchodzi w skład aglomeracji stołecznej. 
Ludność (2007): 16,5 tys. (miasto), 29,5 tys. (gmina). 

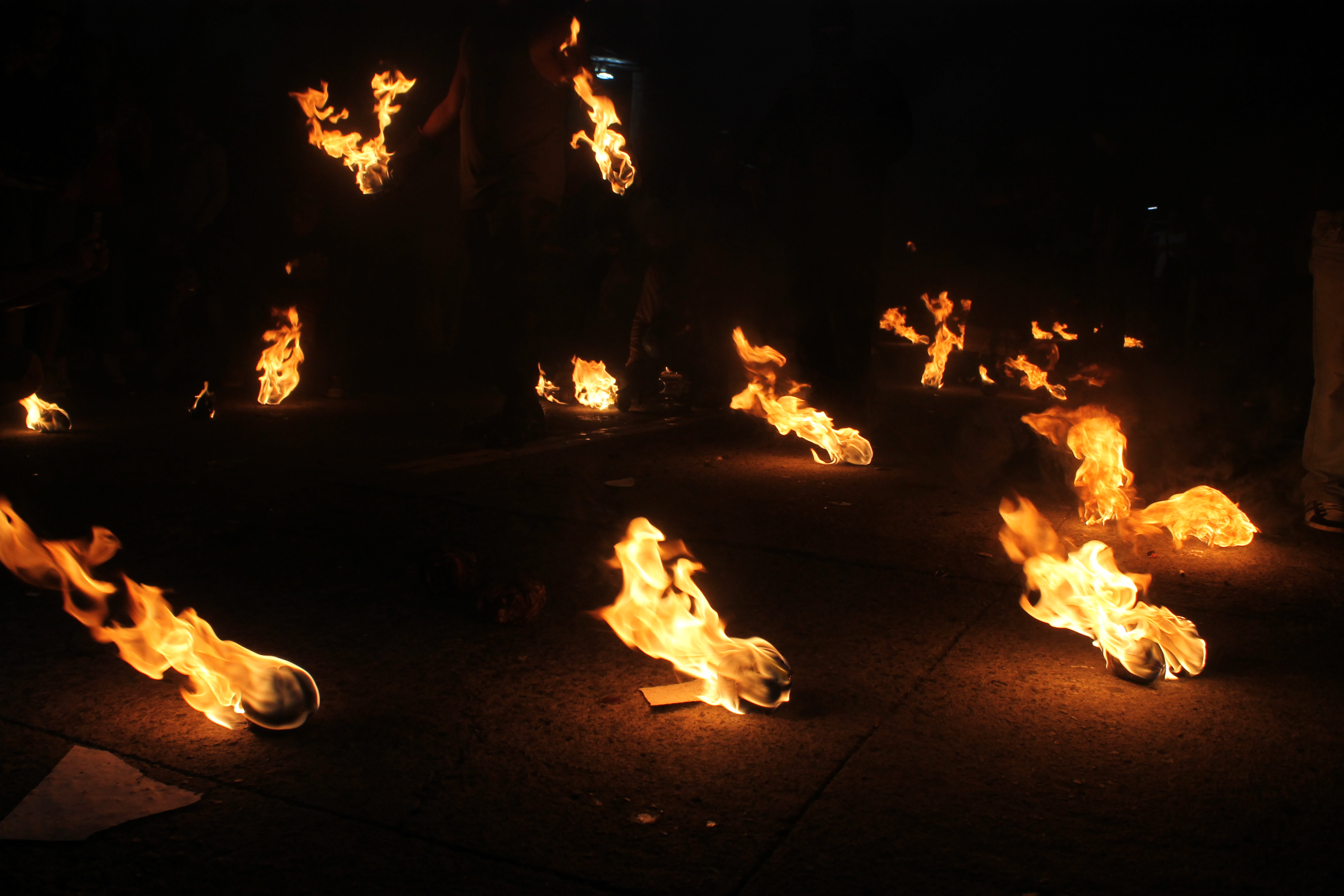
Tradycyjne „kule ognia”

Miasto znane jest z lokalnego święta Las bolas de fuego (hiszp. „kule ognia”), obchodzonego co roku 31 sierpnia. Tradycja wiąże go z wybuchem wulkanu El Playón (jednego z bocznych kraterów wulkanu San Salvador) w 1658 albo z wypływem lawy z wulkanu San Salvador w 1917. Wyjaśnienie religijne odwołuje się do walki świętego Hieronima z diabłem.